# Тед Морган
Едвард «Тед» Морган (англ. Edward "Ted" Morgan нар. 5 квітня 1906 — пом. 22 листопада 1952)  — новозеландський боксер, чемпіон Олімпійських ігор з боксу у напівсередній вазі (1928).

## Біографія
Народився 5 квітня 1906 року в Іст Хем, Лондон, Велика Британія. У 1907 році емігрував до Нової Зеландії.
Чемпіон Нової Зеландії в напівсередній вазі 1925 та 1927 років.
Учасник боксерського турніру на ІХ літніх Олімпійських іграх в Амстердамі (Нідерланди). Зважаючи на ушкодження лівої руки, отримане напередодні Олімпіади в спаринг-поєдинку в Лондоні, Морган досить обережно провів перших три поєдинки, хоча й переміг Селфріда Йоханссона (Швеція), Романо Канева (Італія), та в півфіналі — француза Робера Галате. 11 серпня 1928 року у фінальному двобої одноголосним рішенням суддів переміг аргентинця Рауля Ландіні й став першим Олімпійським чемпіоном від Нової Зеландії.
З 1929 по 1934 роки виступав у професійному боксі. Провів низку боїв у США та Австралії. По закінченні боксерської кар'єри став рефері.

### Смерть
22 листопада 1952 року, незважаючи на те, що він не палив, Морган помер від раку легенів у Велінгтоні через вдихання парів, коли він працював сантехніком.
У 1990 році його ввели до Зали спортивної слави Нової Зеландії

## Родина
Тед Морган був одружений з Нормою Вілсон — новозеландською спринтеркою, членом олімпійської збірної з легкої атлетики на Олімпійських іграх 1928 року, вони розлучилися в 1938 році. 10 листопада 1945 року Морган одружився вдруге на Джаннет Елізабет Рейнольдс – у них були син і дочка.